# Джон Лі Генкок
Джон Лі Генкок (англ. John Lee Hancock, Jr; нар. 15 грудня 1956, Лонгв'ю, Техас, США) — американський кінорежисер, сценарист і продюсер. Найбільш відомий за фільмами «Новачок» (2002), «Невидимий бік» (2009), «Порятунок містера Бенкса» (2013).

## Життєпис
Джон Лі Генкок народився 15 грудня 1956 року в Лонгв'ю, Техас, США. Його батько та брат професійні гравці у американський футбол.
Закінчив Бейлорський університет та юридичну школу Бейлор.
Протягом чотирьох років Джон Лі Генкок працював у юридичній фірмі Г'юстона, після чого вирішив почати кар'єру у кіно та переїхав у Лос-Анджелес.

## Кар'єра
Дебют Джона Лі Генкока у кіно, як режисера та сценариста, відбувся у 1991 році в стрічці «Іди собі з богом». Джон Лі Генкок написав сценарії фільмів «Ідеальний світ» у 1993 році та «Північ у саду добра і зла» у 1997 році. 
У 2002 році Джон Лі Генкок зняв спортивну драму «Новачок», яка була успішною як критично, так і комерційно. У 2004 році, він був сценаристом і режисером фільму «Форт Аламо», який провалився в прокаті. П'ять років по тому він зняв фільм «Невидимий бік», з Сандрою Баллок у головній ролі, який був неймовірно успішним та отримав номінацію на «Оскар» за найкращий фільм
.
Джон Лі Генкок був одним зі сценаристів майбутнього мюзиклу «Дівчата Горі». Співпрацював з «Disney» у фільмі «Порятунок містера Бенкса», стрічка про життя Памели Ліндон Треверс та про її важкі перемовини з Волтом Діснеєм над адаптацією її відомого роману «Мері Поппінс» у повнометражний фільм.
У 2016 році був режисером фільму «Засновник» про мережу фаст-фудів «McDonald's».

## Фільмографія

### Фільми
| Рік  | Назва (укр.)                  | Назва (англ.)                           | Режисер | Продюсер | Сценарист |
| ---- | ----------------------------- | --------------------------------------- | ------- | -------- | --------- |
| 1991 | «Важкий час для романтики»    | Hard Time Romance                       | Так     | Ні       | Так       |
| 1993 | «Ідеальний світ»              | A Perfect World                         | Ні      | Ні       | Так       |
| 1997 | «Опівночі у саду добра і зла» | Midnight in the Garden of Good and Evil | Ні      | Ні       | Так       |
| 2000 | «Мій пес Скіп»                | My Dog Skip                             | Ні      | Так      | Ні        |
| 2002 | «Новачок»                     | The Rookie                              | Так     | Ні       | Ні        |
| 2004 | «Форт Аламо»                  | The Alamo                               | Так     | Ні       | Так       |
| 2009 | «Невидимий бік»               | The Blind Side                          | Так     | Ні       | Так       |
| 2012 | «Білосніжка та мисливець»     | Snow White and the Huntsman             | Ні      | Ні       | Так       |
| 2013 | «Порятунок містера Бенкса»    | Saving Mr. Banks                        | Так     | Ні       | Ні        |
| 2016 | «Засновник»                   | The Founder                             | Так     | Ні       | Ні        |
| 2019 | «Розбійники з великої дороги» | The Highwaymen                          | Так     | Ні       | Ні        |
| 2021 | «Дрібниці»                    | The Little Things                       | Так     | Так      | Так       |
| 2022 | «Телефон містера Гаррігана»   | Mr. Harrigan's Phone                    | Так     | Ні       | Так       |

### Телебачення
| Рік         | Назва (укр.)             | Назва (англ.) | Режисер                                               | Виконавчий продюсер                                   | Сценарист                                             | Примітка         |
| ----------- | ------------------------ | ------------- | ----------------------------------------------------- | ----------------------------------------------------- | ----------------------------------------------------- | ---------------- |
| 1998 — 1999 | «Лікарі з Лос-Анджелеса» | L.A. Doctors  | style="background: #bbffb0; text-align:center" \| Так | style="background: #bbffb0; text-align:center" \| Так | style="background: #bbffb0; text-align:center" \| Так | також автор ідеї |
| 2000        | «Фальконе»               | Falcone       | style="background: #bbffb0; text-align:center" \| Так | style="background: #bbffb0; text-align:center" \| Так | style="background: #bbffb0; text-align:center" \| Так |                  |